# Amt Stargarder Land
La comunità amministrativa di Stargarder Land (Amt Stargarder Land) si trova nel circondario della Seenplatte del Meclemburgo, nel Meclemburgo-Pomerania Anteriore, in Germania.

## Suddivisione
Comprende i seguenti comuni e frazioni (abitanti il 31 dicembre 2022):
- Burg Stargard (5 289), frazioni: Bargensdorf, Cammin, Godenswege, Gramelow, Kreuzbruchhof, Lindenhof, Loitz, Quastenberg, Riepke, Sabel, Teschendorf
- Cölpin (901), frazioni: Hochkamp e Neu Käbelich
- Groß Nemerow (1 157), frazioni: Klein Nemerow, Krickow, Tollenseheim e Zachow
- Holldorf (770), frazioni: Ballwitz e Rowa
- Lindetal (1 162), frazioni: Alt Käbelich, Ballin, Dewitz, Leppin, Marienhof, Plath e Rosenhagen
- Pragsdorf (583), frazioni: Georgendorf

Il capoluogo è Burg Stargard.